# کومپیانو
کومپیانو (به ایتالیایی: Compiano) یک منطقهٔ مسکونی در ایتالیا است که در استان پارما واقع شده‌است.

## خصوصیات
کومپیانو ۳۷ کیلومترمربع مساحت و ۱٬۰۹۲ نفر جمعیت دارد.